# Таубате
Таубате (порт. Taubaté) град је у Бразилу у савезној држави Сао Пауло. Према процени из 2007. у граду је живело 265.514 становника.

## Становништво
Према процени из 2007. у граду је живело 265.514 становника.
| 1991.   | 2000.   |
| ------- | ------- |
| 206,965 | 244,165 |